# Synnympha
Synnympha är ett släkte av fjärilar. Synnympha ingår i familjen styltmalar.
Kladogram enligt Catalogue of Life:
| Synnympha | \| \| Synnympha diluviata \| \| \| \| \| \| Synnympha perfrenis \| \| \| \| |
|           | \| \| Synnympha diluviata \| \| \| \| \| \| Synnympha perfrenis \| \| \| \| |
|           | Synnympha diluviata                                                         |
|           |                                                                             |
|           | Synnympha perfrenis                                                         |
|           |                                                                             |